# Sorsele distrikt
Sorsele distrikt är ett distrikt i Sorsele kommun och Västerbottens län. Distriktet ligger omkring Sorsele i södra Lappland och gränsar till Norge. 

## Tidigare administrativ tillhörighet
Distriktet inrättades 2016 och utgörs av en del av socknen Sorsele i Sorsele kommun
Området motsvarar den omfattning Sorsele församling hade 1999/2000 och fick 1962 efter utbrytning av Gargnäs församling.

## Tätorter och småorter
I Sorsele distrikt finns en tätort och två småorter.

### Tätorter
- Sorsele

### Småorter
- Ammarnäs
- Blattnicksele